# محمد اکمل امیر
اکمل امیر (زاده ۱۳۶۹ کاپیسا – درگذشت ۱۴۰۲ پروان) از فرماندهان پیشین اردوی ملی افغانستان، جبهه مقاومت ملی افغانستان و جبهه آزادی افغانستان بود.

## زندگی‌نامه
محمد اکمل امیر (زاده ۱۳۶۹ کاپیسا – درگذشت ۱۴۰۲ پروان) از فرماندهان پیشین اردوی ملی افغانستان، جبهه مقاومت ملی افغانستان و جبهه آزادی افغانستان بود.
پس از روی کار آمدن طالبان اغلب نظامیان اردوی ملی به ولایت پنجشیر رفته و به جبهه مقاومت ملی افغانستان ملحق شدند. وی از جمله فرماندهان برجسته دولت افغانستان بود که در جریان نبردهای پنجشیر در کنار احمد مسعود مشغول نبرد با طالبان بوده است.

وی در سال ۱۴۰۲ به جبهه آزادی افغانستان پیوست.
فرمانده اکمل امیر در فروردین‌ماه ۱۴۰۲ در شهرستان سالنگ از مربوطات ولایت پروان افغانستان در کمین نیروهای طالبان قرار گرفت و به همراه هشت تن از همرزمانش کشته شد.

## واکنش‌ها به مرگ وی
نشر خبر کشته شدن چند فرمانده ضد طالبان از جمله اکمل امیر و بصیر احمد اندرابی در شبکه‌های اجتماعی، طیف وسیعی از سیاستمداران ضد طالبان و کاربران رسانه‌های اجتماعی به این خبر واکنش نشان دادند.
- جبهه آزادی افغانستان: با نشر اعلامیه‌ای در شبکه‌های اجتماعی گفته است که شش تن از اعضای آن جبهه از جمله بصیر اندرابی، فهیم سالنگی، برهان اندرابی، قربان علی بامیانی، صبور فاریابی، و حسین سمنگانی در جریان چند روز درگیری مستقیم با طالبان جان باختند.

- جبهه مقاومت ملی افغانستان: احمد مسعود، رهبر جبهه مقاومت ملی افغانستان در صفحه رسمی توییتر این جبهه ضمن ابراز تسلیت به خانواده‌های اندرابی و امیر گفته است که آنان در یک نبرد چندین ساعته در برابر گروه تروریست و جاهل طالب، همراه با تعدادی از یاران شان جام شهادت نوشیدند و به جاویدانگان پیوستند.

- رحمت‌الله نبیل: رحمت‌الله نبیل رئیس پیشین امنیت ملی افغانستان، در توییتی با نشر تصاویر این دو فرمانده ضد طالبان گفته است: «شجاعت و فداکاری آنها همیشه در یادها خواهد ماند.»

- صلاح‌الدین ربانی: صلاح‌الدین ربانی وزیر خارجهٔ پیشین حکومت افغانستان، در صفحه رسمی فیس‌بوکش به کشته شدن اکمل امیر و عبدالبصیر اندرابی واکنش نشان داده و گفته است که کشته شدن آنان «با شماری از همراهان دلیرشان در دفاع از آزادی و عزت مردم افغانستان، مایهٔ اندوه فراوان است.»

- عطا محمد نور: عطا محمد نور والی پیشین بلخ، نیز در صفحهٔ رسمی فیسبوک خود اکمل امیر و بصیر اندرابی را قهرمان خطاب کرده و گفته است که آنان «دو چهرهٔ نامدار، شجاع، متین و استواری بود که در صفوف نیروهای دفاعی و امنیتی کشور از شهرت بلندی برخوردار بودند و پس از تسلط طالبان نیز با شیوه‌هایی مسوولیت خود را ادا کردند و سرانجام در پی توطیه جاسوسان، جان‌های شان را از دست دادند.»[۷]